# Музей турецького та ісламського мистецтва
Музей турецького та ісламського мистецтва (тур. Türk ve İslam Eserleri Müzesi) — музей, розташований на площі Султанахмет у районі Фатіх (район, що був у межах стін Константинополя), Стамбул. Головна будівля була побудована у 1524 році та слугувала палацом для Паргали Ібрагіма-паші, що був другим великим візиром Сулейман I Пишного.
Колекція включає визначні пам'ятки арабської каліграфії, кахлю та килимів, а також етнографічні експозиції, що демонструють різноманітні культури населення Туреччини, особливо кочових груп. Ці експозиції відтворюють приміщення чи житла різних часових періодів та регіонів.